# Повітряний поцілунок

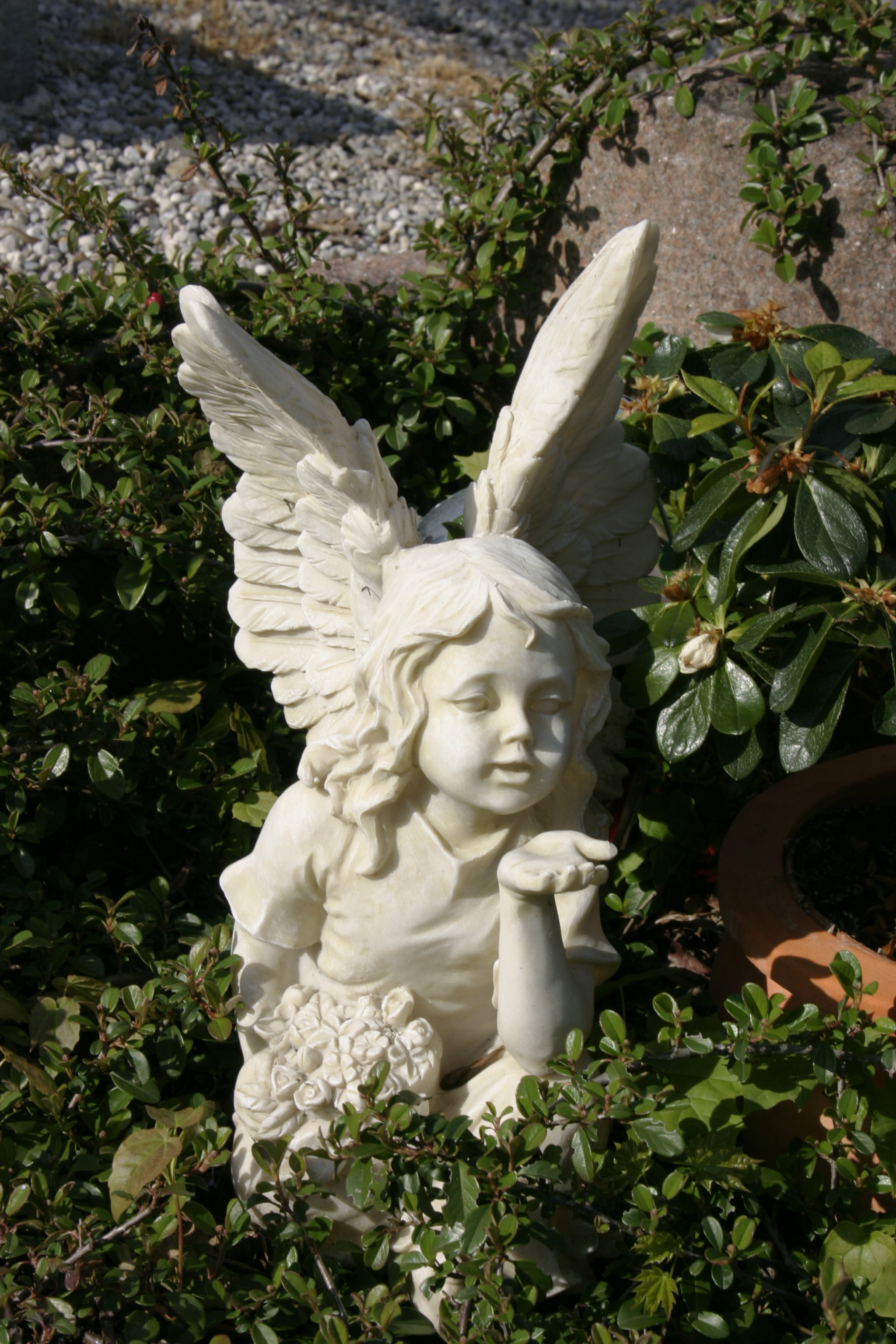
Скульптура янголятка

Повітряний поцілунок, летючий поцілунок, поцілунок рукою — ритуальний та/або соціальний жест, одна з форм любовного або дружнього поцілунку, що означає увагу людини або легкий флірт, виконуваний, як правило на відстані, без тілесного контакту губ.

## Різновиди
Найпоширеніший спосіб виконується за допомогою цілування власної долоні з подальшим направленням, шляхом подуву в бік людини, якій призначений жест. Інша форма повітряного поцілунку більш проста і відтворюється поцілунком в повітря в бік цілуємого. Різновид з тілесним контактом передбачає дотик щокою з характерним звуком почмокування.

## Культурний аспект
Безконтактний жест використовується як вираження вдячності й уваги. Поцілунок часто використовується в сучасному світському суспільстві на публічних виступах.. В Індії повітряний поцілунок називається Летючим поцілунком.